# Salam Fayyad
Salām Fayyāḍ (in arabo سلام فياض‎?; Dayr al-Ghusun, 29 maggio 1952) è un economista e politico palestinese.

## Biografia
Salam Fayyad è nato a Nablus o a Dayr al-Ghusun nel nord della Cisgiordania il 12 aprile 1952 (secondo alcune fonti nel 1951). Si è laureato presso l'Università Americana di Beirut nel 1975 e ha conseguito il suo MBA presso la St. Edward's University nel 1980. Fayyad ha un dottorato di ricerca in economia, conseguito presso l'Università del Texas ad Austin, dove è stato allievo di William Barnett e ha svolto le prime ricerche sugli American Divisia Monetary Aggregates, che ha continuato nello staff della Federal Reserve Bank di St. Louis.

## Carriera
Fayyad ha iniziato la sua carriera insegnando economia nell'Università dello Yarmūk in Giordania, prima di lavorare a al Fondo Monetario Internazionale (FMI) a Washington dal 1987 al 1995 e dal 1996 al 2001 come rappresentante del Fondo Monetario Internazionale in Palestina con sede a Gerusalemme.
Fayyad è stato direttore regionale della Banca Araba in Cisgiordania e Gaza fino a quando non ha accettato l'offerta di diventare ministro delle Finanze di Yasser Arafat nel governo dell'Autorità Palestinese del giugno 2002. Ha ricoperto questo incarico fino al novembre 2005, quando si è dimesso dal governo per candidarsi come fondatore e leader del nuovo partito della Terza Via alle elezioni legislative del 2006 insieme a Hanan Ashrawi e Yasser Abd Rabbo.  Il partito ebbe scarso successo e solo Fayyad e Ashrawi vinsero i loro seggi con appena il 2,41% del voto popolare. Il 17 marzo 2007, Fayyad è stato nuovamente nominato ministro delle Finanze, questa volta nel governo di unità Fatah-Hamas.

## Primo Ministro (2007-2013)

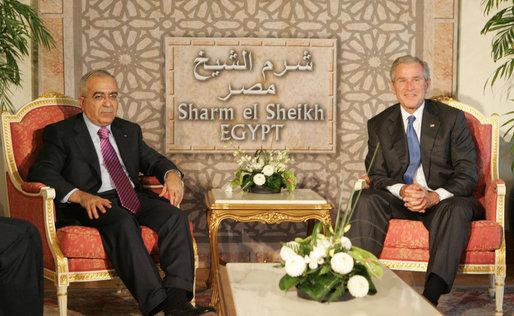
Incontro di Fayyad con George W. Bush a Sharm El Sheik, 2008

Il 15 giugno 2007, in seguito alla presa di potere di Gaza da parte di Hamas, Fayyad è stato nominato primo ministro di un contestato governo di emergenza, nominato dal presidente Abbas. Era un governo senza membri di Fatah o Hamas, sostenuto da Fatah, da Israele e dall'Occidente. Questa nomina è stata contestata come illegale, perché non è stata approvata dal Consiglio Legislativo come richiesto dalla Legge Fondamentale Palestinese.
Alla fine di febbraio 2009, Hamas e Fatah hanno iniziato un nuovo ciclo di colloqui al Cairo.  Il 7 marzo 2009, Salam Fayyad ha presentato le sue dimissioni per aprire la strada alla formazione di un governo di unità nazionale. Alla fine, i negoziati si sono interrotti. Il 19 maggio 2009, Fayyad è stato rinominato primo ministro in un nuovo governo senza Hamas.
Il 14 febbraio 2011, Fayyad ha rassegnato le dimissioni del suo governo, due giorni dopo che il negoziatore dell'OLP Saeb Erekat si era dimesso per la fuga di notizie sui Palestine Papers, e un giorno dopo che Abu Mazen aveva unilateralmente indetto le elezioni prima di settembre, senza l'approvazione di Hamas. Abu Mazen chiese immediatamente a Fayyad di formare un nuovo gabinetto. Sia Fatah che Hamas si sono dichiarati contrari al piano di Fayyad di formare un governo di unità. Il 4 maggio, tuttavia, Abu Mazen e Khaled Mashal hanno firmato l'accordo del Cairo per formare un governo di transizione di tecnocrati che prepari le elezioni legislative e presidenziali. A giugno, i negoziati sono stati rinviati a tempo indeterminato e Abu Mazen ha cambiato l'attenzione su una richiesta di riconoscimento dell'ONU per lo Stato palestinese nel settembre 2011, invece di formare un governo di unità.  Abu Mazen ha espresso la sua preoccupazione per un governo con un qualsiasi coinvolgimento di Hamas a causa dell'opposizione internazionale a tale governo. In attesa di ulteriori negoziati tra Fatah e Hamas, Fayyad è rimasto primo ministro del governo di transizione.
Dopo l'accordo di Doha del febbraio 2012 e il successivo accordo del Cairo del maggio 2012, anch'esso non attuato, Mahmoud Abbas ha chiesto a Fayyad di formare un nuovo gabinetto, senza il coinvolgimento di Hamas.  Il 16 maggio 2012 ha visto la luce un rimpasto di governo. Fayyad ha rinunciato al suo incarico di ministro delle Finanze in favore di Nabeel Kassis. L'Autorità Palestinese ha dovuto affrontare un deficit di finanziamento stimato di circa 500 milioni di dollari. Otto nuovi ministri sono stati aggiunti al nuovo gabinetto di 21 membri, con due ministri specificamente sostituiti a causa della corruzione.
Il 3 marzo 2013, il ministro delle Finanze Kassis si è dimesso in seguito all'aggravarsi del malessere economico in Cisgiordania. L'Autorità Palestinese ha dovuto affrontare un enorme deficit di bilancio a causa dell'insufficienza dei fondi dei donatori e delle sanzioni finanziarie regolarmente imposte da Israele per punirla, e i pagamenti degli stipendi per circa 150.000 dipendenti dell'Autorità Palestinese sono stati ritardati. Kassis ha anche messo in discussione l'agenda di costruzione dello Stato adottata dall'Autorità Palestinese sotto la guida di Fayyad.

## Vita privata
È sposato ed ha tre figli.

## Opinioni politiche
Fayyad ha respinto le richieste di uno stato binazionale e di una dichiarazione unilaterale di statualità. Nel 2012, ha detto: "[Lo stato] non è qualcosa che accadrà agli israeliani, né qualcosa che accadrà ai palestinesi... è qualcosa che crescerà da entrambe le parti come una realtà... creando la convinzione che questo fosse inevitabile attraverso il processo, una convergenza di due percorsi, quello politico e quello del processo, dal basso verso l'alto e dall'alto verso il basso".
Il 29 giugno 2011, contravvenendo alla posizione ufficiale dell'Autorità Palestinese e a quella del presidente Mahmoud Abbas, Fayyad ha espresso scetticismo sul suo approccio alle Nazioni Unite per un voto sulla statualità, dicendo che sarebbe stata solo una vittoria simbolica.  Nel 2007, Fayyad è stato citato da Forbes: "È responsabilità degli uomini di religione ... presentare la religione come una via di tolleranza, non come una copertura per lo spargimento di sangue".
Ha condannato la violenza contro Israele come dannosa per le aspirazioni nazionali palestinesi, ha affermato che i rifugiati palestinesi potrebbero essere reinsediati non in Israele ma in un futuro stato palestinese e ha suggerito che questo stato potrebbe anche offrire la cittadinanza agli ebrei.
Fayyad ha condannato l'invasione di Israele da parte di Hamas nel 2023, esprimendo dolore per le centinaia di civili israeliani uccisi. Ha anche espresso dolore per i civili di Gaza uccisi dagli attacchi aerei israeliani.